# Neosymydobius butzei
Neosymydobius butzei är en insektsart. Neosymydobius butzei ingår i släktet Neosymydobius och familjen långrörsbladlöss. Inga underarter finns listade i Catalogue of Life.